# Linija lepote
‎Linija lepote (izvirni angleški naslov The Line of Beauty) je razvojni roman, delo Alana Hollinghursta, ki je prvič izšel leta 2004. V slovenščino jo je prevedel Jure Potokar; izdala pa jo je založba Učila International leta 2006. Avtor je za to delo prejel Bookerjevo nagrado.
Roman opisuje življenje mladega homoseksualca v britanski plemiško-elitistični družbi v Londonu v 80. letih 20. stoletja.